# قصبه را بلرزان (فیلم)
شهر را بلرزان (به انگلیسی: Rock the Kasbah) فیلمی است محصول سال ۲۰۱۵ و به کارگردانی بری لوینسون است. در این فیلم بازیگرانی همچون بیل مری، کیت هادسون، زویی دشانل، دنی مک‌براید، اسکات کان، بروس ویلیس، کلی لینچ، بیجان لند، لیم لوبانی، تیلور کینی، فهیم فاضلی و آرین موید ایفای نقش کرده‌اند.

## خلاصه داستان
ریچی لَنز، مدیر برنامهٔ سابق ستارگان موسیقی راک که دوران اوجش گذشته، آخرین خواننده باقی‌مانده‌اش را برای اجرای برنامه‌ای به‌همراه نیروهای آمریکایی به افغانستان می‌برد. اما وقتی ریچی خود را تنها، بی‌پول و بدون گذرنامهٔ آمریکایی در کابل می‌یابد، دختری افغان به‌نام سلیمه را کشف می‌کند که صدایی خارق‌العاده دارد. او موفق می‌شود داوود، تهیه‌کنندهٔ برنامهٔ ستارهٔ افغان، نسخهٔ افغانستانی آیدل آمریکایی (American Idol)، را متقاعد کند که سلیمه را در این رقابت شرکت دهد.
این داستان با آزادی زیادی بر پایهٔ مستند ستاره افغان (محصول ۲۰۰۹) ساخته شده و به یکی از چهره‌های آن مستند، ستاره حسین‌زاده، تقدیم شده است.